# WM-80 273mm多連装ロケットシステム
WM-80 多連装ロケットシステム（WM-80 たれんそうロケットシステム）は、中華人民共和国が輸出用に開発した多連装ロケットシステムである。

## 概要
中国北方工業公司(ノリンコ)が83式多連装ロケット発射機の改良型として1990年代に開発した車両。
車体はTAS5380・8輪トラックで、8連装の発射機が搭載されている。273mmロケット弾は重量505kg、全長4.582mで弾頭に150kgの破砕榴弾を装備して、最大射程は約80km。
中国人民解放軍がより近代的な96式300mm多連装自走ロケット砲を採用したため、本車は輸出用となり、生産は現在までアルメニアとヨルダンの計28輌だけである。